# THE ROOSTERS a-GOGO
『THE ROOSTERS a-GOGO』（ザ・ルースターズ・ア・ゴーゴー）は、1981年6月25日に発売されたルースターズの2枚目のアルバムである。

## 概要
参加メンバーは、大江慎也（ボーカル、ギター）、花田裕之（ギター）、井上富雄（ベース）、池畑潤二（ドラムス）。ジャケットは、4人のメンバーを見開きの表裏4面にアップで配したもの。表面は大江のアップである。
ファースト・アルバムと同様にカバー曲とオリジナル曲からなる。1曲目の「WIPE OUT」はサファリーズ、2曲目の「LIPSTIC ON YOUR COLLAR」はコニー・フランシス、8曲目の「BACILLUS CAPSULE」はサンハウスの未発表曲、10曲目の「I'M A MAN」はボ・ディドリー（ヤードバーズによるカバーが有名）、11曲目の「Telstar」はトーネイドスのカバー。
2000年には、デビュー20周年を記念して、3,000枚限定の紙ジャケット仕様再発盤が発売されている。この再発盤は、リマスタリングが施され、ボーナス・トラック4曲が収録されている。なお、2003年にも紙ジャケットで再発されているが、この盤にはボーナス・トラックは収録されていない。

## 曲目
1. RADIO上海〜WIPE OUT（作曲：J. Fuller、B. Berryhill、R. Wilson、P. Connolly）
2. LIPSTIC ON YOUR COLLAR（作詞：E. Lewis、作曲：G. Goehring）
3. ONE MORE KISS（作詞：大江慎也、M. Alexander、作曲：大江慎也）
4. SITTING ON THE FENCE（作詞・作曲：大江慎也）
5. GIRL FRIEND (Album Version) （作詞・作曲：大江慎也）
6. DISSATISFACTION（作詞・作曲：大江慎也）
7. FADE AWAY（作詞・作曲：大江慎也）
8. BACILLUS CAPSULE（作詞：柴山俊之、作曲：鮎川誠）
9. FLY（作詞：大江慎也、作曲：ザ・ルースターズ）
10. I'M A MAN（作詞・作曲：E. McDaniels）
11. TELSTAR（作曲：Joe Meek）
12. Leather Boots （作詞・作曲：大江慎也）
13. GIRL FRIEND (Single Version) （作詞・作曲：大江慎也）
14. WIPE OUT〜TELSTAR（作曲：Joe Meek）

12曲目以降は、2000年の再発盤収録のボーナス・トラック。